# 索洛尼齊亞 (盧布尼區)
49°58′7″N 33°2′23″E / 49.96861°N 33.03972°E
索洛尼齊亞（烏克蘭語：Солониця），是烏克蘭的村落，位於該國中部波爾塔瓦州，由盧布尼區負責管轄，處於蘇拉河左岸，距離沃伊尼哈0.5公里，海拔高度92米，2001年人口1,002。